# Unsere Liebe Frau (Eixlberg)

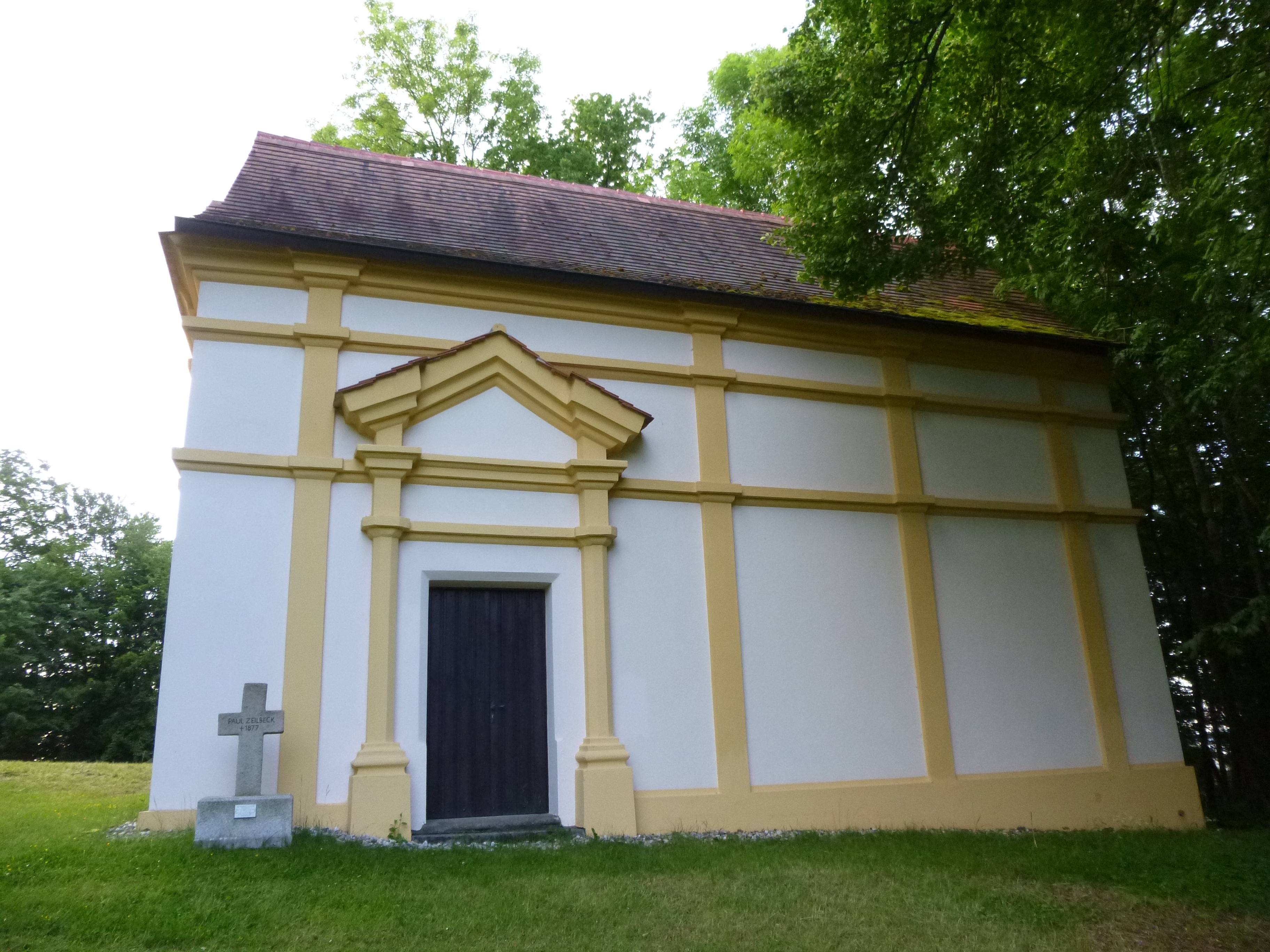
Unsere Liebe Frau (Eixlberg)

Die römisch-katholische, denkmalgeschützte Kirche Unsere Liebe Frau, die sogenannte Loretokapelle, steht in Eixlberg, einem Gemeindeteil der Stadt Pfreimd im Landkreis Schwandorf der Oberpfalz. Sie ist dem Bistum Regensburg zugeordnet. Das Bauwerk ist unter der Denkmalnummer D-3-76-153-43 als Baudenkmal in die Bayerische Denkmalliste eingetragen.

## Beschreibung
Die Grundsteinlegung der Saalkirche, die mit einem Satteldach bedeckt wurde, fand 1670 unter Herzog Maximilian Philipp statt. Sie wurde 1671 fertiggestellt. Der Innenraum des Langhauses ist mit einem Tonnengewölbe überspannt. Die Außenwände sind durch Lisenen und Gesimse gegliedert. An der Südseite befindet sich ein Architrav unter einem Dreiecksgiebel, unter dem das Portal eingebaut ist.